# Вера и красота
«Ве́ра и красота́» (нем. Glaube und Schönheit) — в нацистской Германии организационное подразделение Союза немецких девушек, который в свою очередь входил в состав гитлерюгенда. Организация «Вера и красота» являлась составной частью системы воспитания при национал-социализме. В сфере внимания этой организации находились девушки в возрасте от 18 лет до 21 года. Девушки этой возрастной группы уже не являлись членами Союза немецких девушек, но ещё не могли вступить в Национал-социалистическую женскую организацию, поэтому государство и НСДАП с помощью «Веры и красоты» стремились удержать их в русле общественной жизни.

## Организация
«Вера и красота» была образована в 1938 г. по приказу лидера имперской молодёжи Бальдура фон Шираха по согласованию с руководством Союза немецких девушек. Как и вышестоящие организации — Союз немецких девушек и гитлерюгенд — «Вера и красота» имела строгую иерархическую структуру, её руководство осуществлялось по «принципу фюрера». Законом устанавливалось добровольное членство в этой организации, однако на практике все выпускаемые из рядов Союза немецких девушек автоматически вступали в ряды «Веры и красоты». Выход из организации давал повод подозревать девушку и её родителей (совершеннолетие наступало в полный 21 год) в оппозиционных взглядах. Давление на девушек Германии ещё более усилилось со вступлением в силу 4 сентября 1939 г. Закона об имперской трудовой повинности.
Деятельность «Веры и красоты» отвечала политическим целям организации. Она проводилась в кружках, функционировавших один раз в неделю в нерабочее время. Спортивные, танцевальные занятия или курсы ухода за телом были призваны укреплять здоровье молодых женщин как будущих матерей нового поколения Германии. Кружки, распространявшие знания в области здравоохранения, службы связи или противовоздушной обороны, готовили молодых женщин к тому, чтобы в случае войны заменить на производстве ушедших на фронт мужчин.
Организация «Вера и красота» была запрещена и ликвидирована после войны законом № 2 Контрольного совета, а её имущество конфисковано.